# 전광진 (축구 선수)
전광진(全光眞, 1981년 6월 30일 ~ )은 대한민국의 축구 선수로서 포지션은 수비수 및 미드필더이다.
2011년 K리그 승부조작 사건에 연루되어 한국프로축구연맹으로부터 영구제명 처분을 받았다.